# 岳阳三荷机场
岳阳三荷机场位于岳阳市经济开发区三荷乡的群贤村和西塘真力村附近，占地2363亩。2018年8月24日试飞成功，已于同年12月26日正式通航。

## 设计规划
机场规划标准为4D，按4C标准建设。航站区按满足2020年旅客吞吐量60万人次、货运吞吐量1800吨、年客机起降架次为7634架次设计，新建一条长2600米的跑道。

## 交通
每周一、三、五、日有前往机场的公交车接驳，班次如下。
|   | 岳阳东站发 | 三荷机场到 | 三荷机场发 | 岳阳东站到 |
| - | ---------- | ---------- | ---------- | ---------- |
| 1 | 14:20      | 15:00      | 16:00      | 16:40      |
| 2 | 20:20      | 21:00      | 22:00      | 22:40      |

## 建设历史
2013年7月31日 获国务院、中央军委批复。
2015年7月8日 环评获环保部批复。
2015年8月3日 可行性获发改委批复。
2015年12月10日 奠基开工建设。
2018年1月19日 飞行区建设已基本完工。
2018年5月25日 飞行区工程通过竣工验收。
2018年8月7日 完成首次校飞。
2018年8月24日 试飞检验工作顺利完成

## 航空公司與航點
2025夏秋航季
| 航空公司           | 目的地               |
| ------------------ | -------------------- |
| 中国联合航空（KN） | 北京/大兴            |
| 成都航空（EU）     | 上海/浦东、成都/天府 |
| 东海航空（DZ）     | 重庆、泉州           |
| 海南航空（HU）     | 北京/首都            |